# Раду Васіле
Раду Васіле (рум. Radu Vasile; нар. 10 жовтня 1942, Сібіу — пом. 3 липня 2013, Бухарест) — румунський учений і державний діяч, прем'єр-міністр Румунії з 17 квітня 1998 по 13 грудня 1999.

## Життєпис
У 1967 з відзнакою закінчив історичний факультет Бухарестського університету, в 1977 здобув науковий ступінь з економіки. Протягом деякого часу не міг займатися викладацькою діяльністю, оскільки його батько, який працював адвокатом, був політичним в'язнем за свою дисидентську діяльність. З 1971 був асистентом кафедри, а після захисту докторської дисертації з філософії — з 1978 р. лектором на економічному факультеті Бухарестської академії економічних наук.
В кінці 1989 за підтримки студентів був обраний заступником декана факультету комерції та управління виробництвом і займав цю посаду до 1992 р. У цей період він закінчив курси за спеціальністю «Європейська інтеграція» в Університеті Аристотеля в Салоніках та мюнхенському Університеті Людвіга-Максиміліана. У 1994 стає професором Академії економіки.
У 1992 був обраний членом Сенату, будучи його членом до 2004 р. У вересні — листопаді 1996 р. і в лютому — червні 1998 і в лютому 2004 — віце-президент Сенату. У 2000 р. вступив в Демократичну партію.
У 1998 р. був призначений прем'єр-міністром від Християнсько-демократичної націонал-центристської партії. У грудні 1999 р. був зміщений президентським декретом, але кілька днів не визнавав його законності, через що виникло двовладдя. Одночасно керівництво ХДНЦП змістило Василе з керівних посад у партії. Василе вказував на те, що прем'єр-міністра може змістити лише парламент, проте врешті-решт пішов з посади. Причиною його відходу називають труднощі у проведенні економічних реформ.
Після відходу з Сенату працював на посаді професора університету і випустив збірку віршів під псевдонімом Раду Міскью.
Помер від раку в Бухаресті 3 липня 2013.

## Джерело
- Radu Vasile